# Гилгит-Балтистан
Гилгит-Балтистан (на урду: گِلگِت بَلتِسْتان, на балти: རྒྱལ་སྐྱིད་ སྦལྟི་ཡུལ།) е администрирана от Пакистан област, известна до септември 2009 г. като Северните територии. Тя представлява северната част от Кашмир, който е обект на спор между Индия и Пакистан след разделянето на Индийския субконтинент през 1947 г. и между Индия и Китай от малко по-късно. Тя една от двете провинции в Кашмир под управление на Пакистан.
Територията на днешен Гилгит-Балтистан се превръща в отделна административна единица през 1970 г. под името „Северни територии“. Образувана е от обединението на бившите области Гилгит, Балтистан и няколко малки бивши княжески държави, най-големите от които са Хунза и Нагар. През 2009 г. му е предоставена ограничена автономия и е преименуван на Гилгит-Балтистан чрез Заповед за самоуправление, подписана от президента на Пакистан Асиф Али Зардари. През ноември 2020 г. обаче пакистанският министър-председател Имран Хан обява, че Гилгит-Балтистан ще получи временен статут на провинция след изборите за събрание на Гилгит-Балтистан през 2020 г.
Гилгит-Балтистан обхваща площ от над 72 971 km2, теренът е високопланински. През 2013 г. населението е 1,249 милиона  (приблизително 1,8 милиона през 2015 г.). Столицата му е Гилгит (216 760 жители).
В Гилгит-Балтистан се издигат пет от осемхилядниците, има и над петдесет върха с височина над 7000 метра, както и три от най-дългите ледници в света извън полярните райони. Основните туристически дейности са трекингът и алпинизмът и тази индустрия става все по-важна.
Намира се в часова зона UTC+5. Най-разпространеният език е урду.